# Lapplands län
Lapplands län (finska: Lapin lääni) var ett län i finska Lappland från 1938 till utgången av år 2009, då Finlands indelning i län avskaffades. 
Det gränsade till Uleåborgs län i söder, mot Bottniska viken och mot Sverige, Norge och Ryssland. Gränsen till Sverige utgörs av Könkämä-Muonio-Torne älv. Enbart 3,6 procent av Finlands befolkning var bosatt i Lapplands län och det var det överlägset glesast befolkade länet i Finland. De största städerna utgjordes av Rovaniemi (residensstad), Kemi och Torneå.

## Historia
För historia, geografi och kultur, se Lappland, Finland, Österbotten (historiskt landskap) och Västerbotten, Finland.
Lapplands län skapades när Uleåborgs län delades 1938. Det var Finlands nordligaste län. Efter freden i Fredrikshamn 1808–1809 införlivades delar av Lappland till Uleåborgs län och 1922 tillfördes Petsamo länet. År 1938 delades länet och Lappland blev ett eget län, i vilket också ingick den norra delen av det historiska Österbotten och den del av det historiska Västerbotten som 1809 blev finsk.
Vid länsreformen i Finland som genomfördes den 1 september 1997 reducerades antalet län i Finland från tolv till sex. Lapplands läns utsträckning förblev dock oförändrat.
|  |  |  |  |

## Administration
En länsstyrelse i Finland var en gemensam administrativ myndighet som leddes av sju olika ministerier. Länsstyrelsen för Lapplands län hade sitt kansli i Rovaniemi. Länsstyrelsen leddes av en landshövding; den siste landshövdingen i Lapplands län var Timo E. Korva.

## Landskap
Lapplands län bestod enbart av ett landskap, Lappland (Lappi), vars nuvarande gränsdragning är identisk med länets. (Se även Historiska landskap i Finland.)
Landskapet Lappland är indelat i 21 kommuner.

## Heraldik
Länsvapnet skapades genom att kombinera vapnen för de historiska landskapen Lappland och Österbotten.

## Kommuner 2009
Städer i fet stil
| - Enare - Enontekis - Kemi - Kemijärvi - Keminmaa - Kittilä - Kolari | - Muonio - Pelkosenniemi - Pello - Posio - Ranua - Rovaniemi - Salla | - Savukoski - Simo - Sodankylä - Tervola - Torneå - Utsjoki - Övertorneå |

### Tidigare kommuner
- Nedertorneå
- Karunki (Karungi)
- Kemijärvi landskommun
- Petsamo
- Rovaniemi landskommun

## Landshövdingar
- Kaarlo Hillilä 1938–1947
- Uuno Hannula 1947–1958
- Martti Miettunen 1958–1973
- Asko Oinas 1974–1994
- Hannele Pokka 1994–2008
- Timo E. Korva 2008–2009